# La Virgen morena
La Virgen morena (übersetzt: „Das Land der Mariachi“) ist ein mexikanischer Film aus dem Jahr 1942. Regie führte Gabriel Soria, der auch das Drehbuch für diesen Historienfilm verfasst hatte.

## Handlung
Die Handlung des Films entfaltet sich rund um die Erscheinung der Jungfrau von Guadalupe. Im Jahr 1531, einige Jahre nach der Eroberung Mexikos durch die Spanier, regiert Temoch als letzter der aztekischen Adeligen von einer versteckten Befestigungsanlage aus über sein Volk. Spanische Geistliche und die Tochter des Vizekönigs, Blanca, versuchen die Indigenen zum Christentum zu bekehren. Ihre Bemühungen werden jedoch durch das gewalttätige Auftreten des Kapitäns Delgadillo behindert, der seine Truppen die Häuser der Azteken niederbrennen und sie diese töten lässt. Blanca legt gemeinsam mit einem Mönch und einem Bischof bei ihrem Vater Beschwerde gegen diese Gräueltaten ein. Dennoch wird sie von Temoch entführt, der so hofft, ihren Vater dazu zu zwingen, die Gewalt durch Delgadillos Truppen zu verhindern. Blanca wird von den Azteken gut behandelt und sympathisiert mit deren Anliegen. Einer der Indigen, Juan Diego, hat auf dem Berg Tepeyac eine Marienerscheinung. Die Jungfrau fordert ihn auf, von dieser Begegnung dem Bischof zu berichten. Dieser möchte dies ohne Beweis allerdings nicht glauben. Währenddessen erstürmt Delgadillo mit seinen Truppen die versteckte Festung und tötet die meisten der Azteken, Temoch und Blanca können jedoch in die Stadt entkommen. Delgadillo wird nach dieser Tat auf Anweisung des Vizekönigs festgenommen. Plötzlich taucht Juan Diego wieder auf, der in seinem Mantel durch die Jungfrau Maria gesegnete Rosen trägt. Zudem ist ihr Bild auf wundersame Weise auf dem Mantel selbst eingeprägt. Der Film endet damit, dass alle, auch Temoch, in Anbetung der Jungfrau auf ihre Knie sinken.

## Hintergrund
La Virgen morena wurde von Gabriel Soria gemeinsam mit Alejandro A. Abularach und Alberto Santander produziert. Der Film kam am 11. November 1942 in die mexikanischen Kinos. Unter dem Titel The Virgin of Guadalupe wurde er zudem ab dem 15. Mai 1943 auch in den Vereinigten Staaten gezeigt. Im Jahr 1976 gab es mit La Virgen de Guadalupe ein Remake von La Virgen morena.